# Jagged Island (Südliche Shetlandinseln)
Jagged Island (von englisch jagged ‚zerklüftet, gezackt, schartig‘; in Argentinien Islas Gregores) ist eine felsige Insel vor der Nordküste von King George Island im Archipel der Südlichen Shetlandinseln. Sie liegt 4 km nordnordwestlich des Round Point.
Die Insel war vermutlich bereits den ersten Robbenjägern in diesem Gebiet bekannt. Wissenschaftler der britischen Discovery Investigations kartierten sie 1935 und gaben ihr ihren deskriptiven Namen. Namensgeber der argentinischen Benennung aus dem Jahr 1978 ist José C. Gregores (* 1882), Alférez de Fragata und späterer Fregattenkapitän der argentinischen Marine.